# Avilés
Avilés (spanskt uttal: [aβiˈles], asturiskt uttal: [aβɪˈleθ]) är en kommun i den autonoma regionen Asturien i nordvästra Spanien. Kommunen ligger cirka 22,5 kilometer norr om Oviedo. Kommunen har 75 351 invånare (2024), på en yta av 26,72 km². I Avilés finns bland annat kulturcentret Centro Niemeyer.
Avilés har många kyrkor och palats från 1200- och 1300-talen och en välskyddad hamn. Staden var tidigare känd för textilindustri och fiske. Runt staden finns även kol- och kopparfyndigheter.